# Ary Kara
Ary Kara José, mais conhecido como Ary Kara (Neves Paulista, 26 de fevereiro de 1942 — São Paulo, 1 de novembro de 2019), foi um advogado e político brasileiro, tendo ocupado os cargos de vereador em Taubaté, deputado estadual em São Paulo e deputado federal.
Como deputado federal, foi relator e participou das discussões que levaram à criação do atual Código Brasileiro de Trânsito (CBT).
Também foi presidente do Esporte Clube Taubaté.
Morreu aos 77 anos, no Hospital de Beneficência Portuguesa de São Paulo, onde estava internado para tratamento de um câncer.